# Schroniska na Orlicy

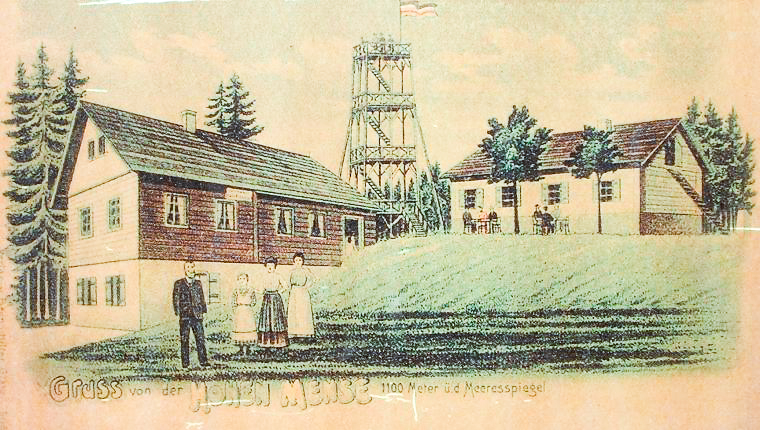
Schronisko Gasthaus zur Hohen Mense oraz wieża widokowa na Orlicy na starej pocztówce

Schroniska na Orlicy – szereg obiektów turystycznych funkcjonujących na i w okolicach Orlicy (niem. Hohe Menze lub Hohe Mense, czes. Vrchmezí) do 1945 roku.
Okolice Orlicy były od II połowy XIX wieku bardzo popularne wśród turystów, a położony u podnóża góry Zieleniec (wówczas niem. Grunwald) stał się znanym ośrodkiem turystycznym. W latach 1882–1883 pod szczytem Orlicy powstała pierwsza gospoda, którą wybudował Heinrich Rübartsch. Gospodę tą wkrótce rozbudowano i zaczęła pełnić funkcje schroniska turystycznego – w 1884 posiadała już dwie izby mieszkalne, kuchnię, sień oraz dobudowaną altanę. Wcześniej, w 1880 Rübartsch wybudował na szczycie wieżę widokową. Na początku XX wieku schronisko na szczycie jeszcze powiększono i uzyskało wówczas nazwę Gasthaus zur Hohen Mense (przed II wojną światową zmienioną ją na Hohe Mense-Baude). Posiadało 10 miejsc noclegowych w pokojach oraz pomieszczenie zbiorowe, w którym mogło nocować 25 turystów.
W 1928, pod szczytem, na wysokości 975 m n.p.m., rozpoczęło działalność kolejne schronisko, prowadzone przez Kłodzkie Towarzystwo Górskie (GGV), noszące nazwę Hindenburgbaude. Projektantem był architekt i zastępca burmistrza miasta Kłodzka Konrad Goebel. Hindenburgbaude miało postać piętrowego budynku drewniano-murowanego, przykrytego stromym, dwuspadowym dachem. Dysponowało 45 miejscami w 23 pokojach oraz pomieszczeniem zbiorowym dla 40 osób, a także jadalnią z regionalnym, sudeckim wystrojem. Do budynku możliwy był dojazd samochodem – obok schroniska stanęły garaże, miejsca parkingowe oraz dystrybutor z benzyną.
W tamtym okresie w masywie Orlicy znajdowały się jeszcze cztery inne schroniska:
- Kammbaude Grunwald-Krone, wzniesione w II połowie lat 30. XX wieku na wysokości 1000 m n.p.m. przy szlaku z Hindenburgbaude do czeskiej Masarykovej chaty; posiadało 30 łóżek w 12 pokojach[1],
- Berghof Rübartsch na wysokości 975 m n.p.m., oddalone o kilka minut drogi od Hindenburgbaude; posiadało 26 miejsc noclegowych[1],
- schronisko młodzieżowe Reinerzer Skihütte Grunwald, również niedaleko Hindenburgbaude; w środku były 2 sale zbiorowe; należało do Związku Narciarskiego z Dusznik,
- schronisko młodzieżowe Mensehorst am Goldenen Stollen, wybudowane w 1936, a zlokalizowane w pobliżu Złotej Sztolni; dysponowało 23 pokojami i 40 łóżkami.

W samym Zieleńcu, oprócz typowych pensjonatów i wilii, funkcjonowały kolejne dwa schroniska: Ritterbaude (wcześniej Gasthaus zur Mense) w drewnianym, parterowym budynku (35 miejsc) oraz Adlerbaude (30 miejsc) przy trasie narciarskiej do Lasówki.
Koniec II wojny światowej przyniósł upadek obiektów turystycznych w okolicach Orlicy, głównie z powodu granicznego położenia. Hohe Mense-Baude nie zostało uruchomione i uległo dewastacji. Jego ruiny wzmiankowano jeszcze w 1957.
W Hindenburgbaude po wojnie stacjonowała strażnica WOP nr 239. 11 sierpnia 1948 wojsko opuściło obiekt. Dawne schronisko przejął Urząd Kultury Fizycznej (w literaturze spotyka się informację, że nadano mu nazwę Na Hali Orlicowej). W nocy z 19 na 20 listopada 1948 budowla spłonęła.
Kammbaude Grunwald-Krone przemianowano na Koronę i zostało rozebrane w latach 60. XX wieku; podobny los spotkał inne budynki (Ritterbaude przez jakiś czas służyło jako zaplecze obecnego schroniska „Orlica”, ale ostatecznie rozebrano je w 1967) i żaden ze wspomnianych nie dotrwał do dziś.
Działające w Zieleńcu schronisko „Orlica” nie jest kontynuatorem żadnego z przedwojennych schronisk niemieckich.